# Huérguina
Huérguina település Spanyolországban, Cuenca tartományban. Huérguina Salinas del Manzano, Alcalá de la Vega, Boniches és Cañete községekkel határos. Lakosainak száma 44 fő (2024).

## Népesség
A település népessége az utóbbi években az alábbiak szerint változott:
| Lakosok száma | 122  | 100  | 94   | 68   | 54   | 39   | 56   | 44   | 53   | 44   |
|               | 2001 | 2004 | 2006 | 2009 | 2011 | 2014 | 2016 | 2019 | 2021 | 2024 |